# Брахман
Бра́хман (санскр. ब्रह्मन्, МФА: [ˈbrəmən]; от बृह्, "brh", «расти, нарастать, расширяться» и मन्, "man", «отражать, верить, мыслить, разум»; первоначально  в Ригведе и ведическом прото-санскрите — «молитва») — в индийской идеалистической философии, как в ведийской вообще, так и в шести школах (даршанах) индийской философии, включая йогу, понятие, обозначающее надличностный, индифферентный Абсолют, «Душу мира», Первооснову всех вещей и феноменов.
Брахману не может быть дано никакое утвердительное определение, дать ему характеристику можно только через отрицание: он бесконечный, неизменный, неподвижный. Он описывается как бескачественный (ниргуна). Брахман – это принцип и источник Вселенной, который может быть определён, говоря только о том, кем он не является (в богословии это называется "апофатический принцип определения Абсолюта").
В веданте концепция Брахмана (то есть Бога-Абсолюта) тесно связана с личностным восприятием каждым человеком всеобъемлющего Бога в качестве индивидуального Атмана — своего наивысшего запредельного «Я». При этом в Упанишадах многократно поддерживается идея трансцендентальной тождественности Атмана и Брахмана — например, в махавакье («великом изречении») «Этот Атман — Брахман» («Аям атма брахма»).

## Критика
Основатель буддизма Будда Шакьямуни считал, что верящие в реальность Брахмана брахманисты схожи с «человеком, который всем рассказывает, что влюблён в самую прекрасную женщину страны, а сам между тем никогда её не видел».